# Aston Martin V12 Vanquish

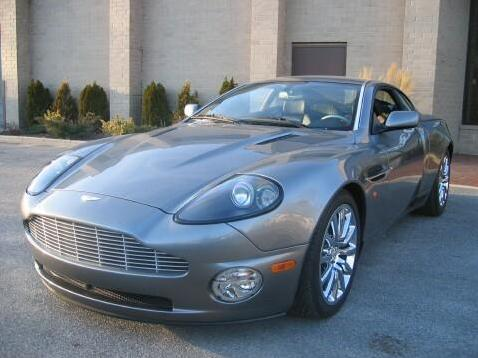
Aston Martin V12 Vanquish

De Aston Martin V12 Vanquish is een superwagen van de Britse autobouwer Aston Martin. De wagen werd in 2001 geïntroduceerd op het autosalon van New York. De Vanquish werd bij het grote publiek bekend als Bonds 'bedrijfswagen' in de film Die Another Day.

## Design
De Vanquish -overigens het Engels voor veroveren- luidde een nieuw tijdperk in voor Aston Martin. Ontworpen door Ian Callum wist de Vanquish vele internationale prijzen weg te kapen. De opvallende radiator vooraan met luchthappers onderaan en bolle lampen zijn typisch geworden voor de moderne Aston Martins. Toch kwam er ook kritiek op de uiterlijke kenmerken van deze wagen omdat er relatief goedkoop materiaal werd gebruikt voor het binnenwerk in een wagen van 364.949 euro.

## Motor
Voorzien van een zesliter V12 motor bereikt de Vanquish zijn topsnelheid bij 306 km/u. Het ontwerp van deze V12 vertoont veel gelijkenissen met de drieliter V6 Duratec van moederbedrijf Ford. De motor levert een maximaal vermogen van 466 pk en een maximaal koppel van 542 Nm. Het 0 tot 100 km/u sprintje gebeurt in vijf seconden. Het schakelen gebeurt net zoals in de Formule 1 met twee peddels achter het stuur en neemt slechts 250 milliseconden in beslag.
In 2004 werd de V12 Vanquish S geïntroduceerd op het autosalon van Parijs met een motor die 528 pk levert en een maximaal koppel heeft van 577 Nm. De topsnelheid kwam hiermee op 322 km/u te liggen, de 0-100 km/u sprint op 4,8 seconden.

## Cijfers
- Motor: 5935 cc 60° V12
- Lengte: 4665 mm
- Breedte: 1923 mm
- Hoogte: 1318 mm

| Model      | Vermogen        | Koppel | 0-100 km/u | Topsnelheid |
| ---------- | --------------- | ------ | ---------- | ----------- |
| Vanquish   | 343 kW (466 pk) | 542 Nm | 5,0 s      | 306 km/u    |
| Vanquish S | 388 kW (528 pk) | 577 Nm | 4,8 s      | 322 km/u    |